# Попов Микола Степанович
Микола Степанович Попов (7 вересня 1892, місто Липецьк Тамбовської губернії, тепер Російська Федерація — 1970, місто Москва, тепер Російська Федерація) — радянський партійний діяч, дипломат, кандидат економічних наук, старший науковий співробітник (1954).

## Життєпис
Народився в родині міщан. Освіта середня: закінчив три класи церковнопарафіяльної школи та чотири класи міського училища. Трудову діяльність розпочав у п'ятнадцятирічному віці конторником на Липецьких рудниках.
З 1916 по грудень 1917 року служив у російській армії. Брав участь у військовому повстанні.
Член РКП(б).
У 1918 році — член Липецької ради робітничих і селянських депутатів Тамбовської губернії, комісар просвіти Липецького повіту. Потім був на партійній роботі в Тамбові та Українській СРР.
У 1920 році — секретар Подільського губернського комітету КП(б)У.
У 1921 році — завідувач організаційного відділу Полтавського губернського комітету КП(б)У.
У 1921—1922 роках — завідувач організаційного відділу Запорізького губернського комітету КП(б)У.
У серпні — 7 грудня 1922 року — завідувач організаційного відділу Полтавського губернського комітету КП(б)У. 13 листопада — 16 листопада 1922 року — в.о. відповідального секретаря Полтавського губернського комітету КП(б)У.
З травня 1923 року — завідувач організаційного відділу Харківського губернського комітету КП(б)У.
У вересні — 21 жовтня 1923 року — відповідальний секретар Волинського губернського комітету КП(б)У.
Був на партійній роботі в Харкові. З 1928 року — заступник народного комісара торгівлі Української СРР.
З лютого 1930 до 4 травня 1932 року — заступник голови Держплану УСРР. Одночасно з травня до жовтня 1930 року — начальник економіко-статистичного сектору Держплану УСРР.
29 січня 1932 — 5 серпня 1934 року — торговий представник СРСР в Австрії.
З 10 серпня 1934 року — уповноважений Народного комісаріату зовнішньої торгівлі СРСР при РНК Російської РФСР; торговий представник СРСР у Франції.
На 1940-і — 1950-і роки — в планово-фінансовому відділі Народного комісаріату (Міністерства) комунального господарства РРСФСР.
З 1954 року — викладач Академії комунального господарства в Москві, пізніше викладач Всесоюзного заочного інженерно-будівельного інституту. Автор ряду науково-дослідних праць і підручників з питань економіки міського господарства.
Помер у 1970 році.

## Нагороди
- медаль «За оборону Москви»
- медаль «За доблесну працю у Великій Вітчизняній війні 1941—1945 рр.»
- медалі